# Anto Đogić
Anto Đogić (Sarajevo, 18. travnja 1952.) je bivši bosanskohercegovački košarkaš hrvatskog podrijetla. Danas živi u Švedskoj.

## Klupska karijera
Igrao je za sarajevsku Bosnu. S Bosnom je 1983./84. došao do 4. mjesta u Kupu europskih prvaka. Igrala je u sastavu: Sabahudin Bilalović, Žarko Varajić, Sabit Hadžić, Predrag Benaček, Emir Mutapčić, Boro Vučević, Mario Primorac, Dragan Lukenda, Anto Đogić, Miroljub Mitrović, a trener je bio Svetislav Pešić.

### Reprezentativna karijera
Igrao je na za Jugoslaviju na europskom prvenstvu 1977. godine.